# Poa trivialiformis
Poa trivialiformis är en gräsart som beskrevs av Vladimir Leontjevitj Komarov. Poa trivialiformis ingår i släktet gröen, och familjen gräs. Inga underarter finns listade i Catalogue of Life.